# Internal Bleeding Strawberry
Internal Bleeding Strawberry（インターナル・ブリーディング・ストロベリー）は、OLIVIAの最初のミニアルバムでほぼ全編英語歌詞で歌われている。2003年2月21日にcutting edgeよりリリースされた。TOWER RECORDS渋谷店のみで販売された。

## 収録曲
全曲作曲：OLIVIA
1. sea me
2. solarhalfbreed
3. into the stars
4. dress me up
5. grapefruit tea
6. color of your spoon
7. internal bleeding strawberry